# Samuel Leopold Schenk

Samuel Leopold Schenk

Samuel Leopold Schenk (* 23. August 1840 in Ürmény; † 17. August 1902 in Bad Schwanberg) war ein österreichischer Embryologe.
1878 unternahm Schenk an der Wiener Universität den ersten Versuch einer In-vitro-Fertilisation an Samen und Eizellen von Kaninchen und Meerschweinchen. Es gelang ihm zwar nachzuweisen, dass man Eizellen isolieren kann, jedoch war die Zeugung im Reagenzglas zu diesem Zeitpunkt noch nicht erfolgreich. Im Jahr 1885 wurde er zum Mitglied der Leopoldina gewählt.
Im Jahr 1934 wurde in Wien-Penzing (14. Bezirk) der Schenkweg nach ihm benannt.
Er ist der Großvater des Schauspielers Otto Schenk und verbrachte mit seiner Familie viele Jahrzehnte die Sommerzeit in Schwanberg. Sein Grab befindet sich oberhalb der Kirche am alten aufgelassenen Friedhof, ein Gedenkstein erinnert an ihn.

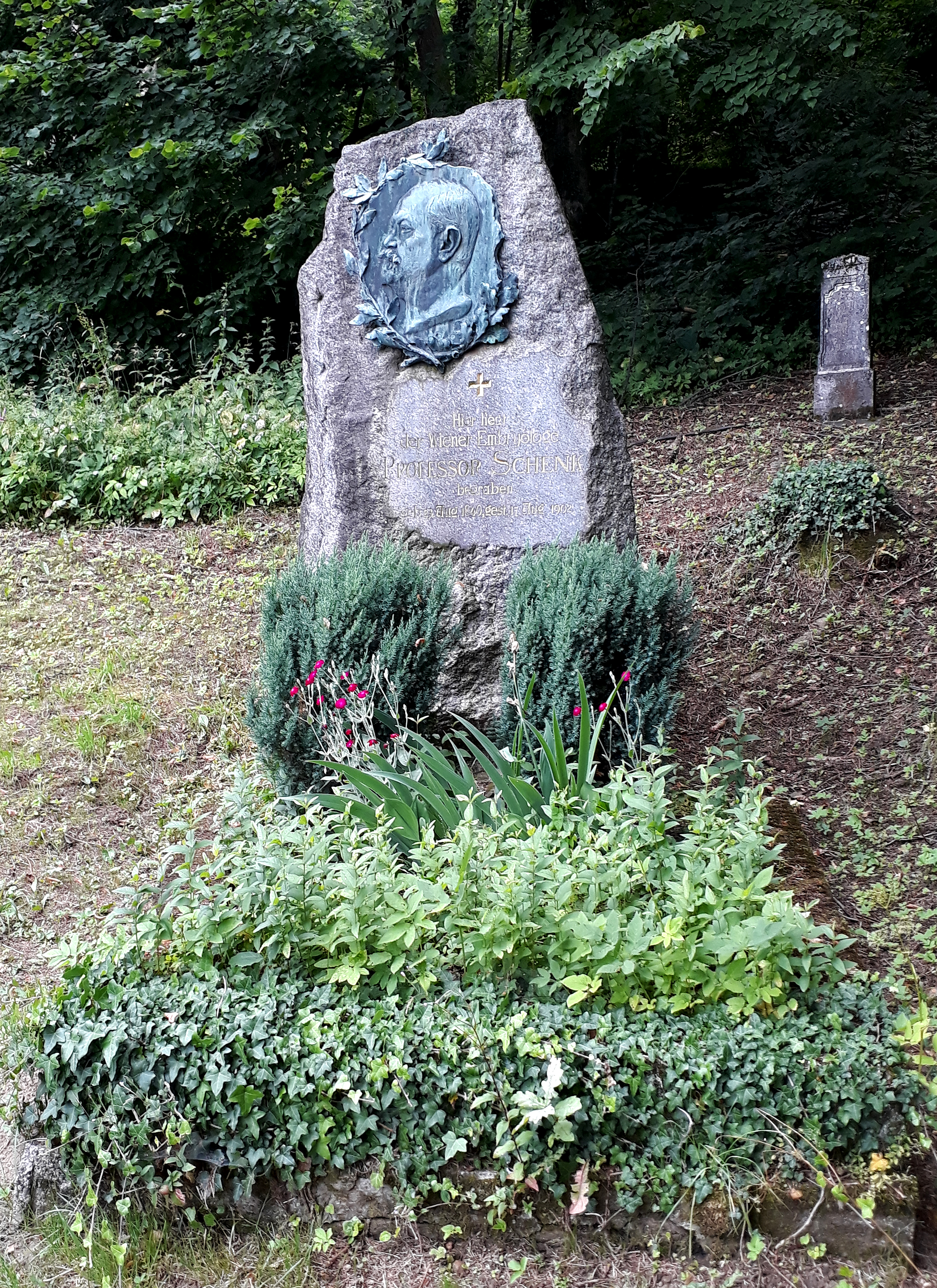
Grab in Bad Schwanberg am alten Friedhof oberhalb der Pfarrkirche

## Schriften
- Das Säugethierei künstlich befruchtet außerhalb des Mutterleibes. In: Mitteilungen des Embryologischen Institutes der K.K. Universität Wien 1, 1878, 107
- Grundriss der Bakteriologie für Ärzte und Studierende, Wien 1893
- Einfluss auf das Geschlechtsverhältnis, Magdeburg 1898
- Schenk’s Theory: The Determination of Sex, Chicago 1898